# Лапкин, Иван Иванович
Ива́н Ива́нович Ла́пкин (18 января 1903, Геническ, Таврическая губерния — 16 ноября 1993, Пермь) — советский химик, доктор химических наук, заведующий кафедрой органической химии (1951–1991), декан химического факультета (1932–1936, 1948–1958), проректор по научной работе Пермского университета (1958–1967). Основатель научной школы по синтезу и химическим превращениям элементоорганических соединений.

## Биография
В 1923 году поступил на математическое отделение физико-математического факультета Крымского университета, после закрытия которого был переведен в Казанский университет. В 1928 году окончил химическое отделение по кафедре органической химии.
В 1928—1930 годах работал в качестве научного сотрудника в нефтяном НИИ в Грозном.
Следующие 63 года его жизни были посвящены работе в Пермском университете.
В 1930 году в связи с открытием на Урале месторождения нефти (1929) Иван Иванович пригласили на кафедру органической химии Пермского университета, где ему было поручено организовать пирогенетическое отделение. Эту большую и сложную работу он полностью выполнил. В городе Грозном была закуплена необходимая аппаратура, реактивы, а также научная литература по химии нефти.
В 1934 году утверждён в звании доцента кафедры органической химии Пермском университете. Ему было поручено чтение основных курсов по органической химии, стереохимии, структуре органических соединений, анализу органических веществ и руководство дипломными работами студентов. Позднее И. И. Лапкин впервые в вузах стал проводить большие практикумы по анализу органических соединений и методам определения функциональных групп.
В 1938 году ему присуждена учёная степень кандидата химических наук без защиты диссертации (за исследования в области нафтеновых кислот).
В 1941—1945 годах, во время Великой Отечественной войны, выполнял задания оборонного значения: разрабатывал способ получения необходимого авиации высокооктанового топлива, решал проблему изготовления взрывчатых веществ в местных условиях, получением лекарственных препаратов для госпиталей Пермской области, работал над улучшением качества бензина и получения мыла без использования животных и растительных жиров, методами коксования бурых углей и торфа. В этот период ему было поручено дополнительно чтение курса «Химия взрывчатых веществ». По одной из версий, И. И. Лапкин также работал над созданием взрывчатой смеси, известной как «коктейль Молотова» (в 1940—1957 годах город Пермь назывался Молотов).
После войны И. И. Лапкин продолжил изучение металлоорганических соединений. В 1948 году он защитил докторскую диссертацию на тему «Пространственные торможения при магнийорганических реакциях». В 1950 году учёному была присуждена ученая степень доктора химических наук; в 1951 году — звание профессора.
С 1951 года И. И. Лапкин возглавил после ухода на пенсию профессора Д. М. Марко кафедру органической химии в Пермском университете. В эти годы под руководством на кафедре началось изучение химии галогенметаллалкоголятов. Начались также работы по изучению бор- и оловоорганических соединений.
В течение 30 лет И. И. Лапкин возглавлял и созданную им лабораторию элементоорганических соединений при Естественнонаучном институте ПГУ.
Для студентов химического факультета в ПГУ учреждена именная стипендия имени профессора И. И. Лапкина. Она назначается за особые успехи в учебной и научной деятельности сроком на один семестр.

## Научная деятельность
И. И. Лапкин — автор 500 научных работ, в том числе двух монографий. За годы работы в Пермском университете он развил научное направление по синтезу и химическим превращениям элементоорганических соединений, создал научную школу. Под его руководством было защищено 3 докторских и 50 кандидатских диссертаций. Им и его учениками получено более 200 авторских свидетельств и патентов.
С конца 1930-х годов И. И. Лапкин занимался химией элементоорганических соединений, в основном — металлоорганических. В 1940 году была опубликована первая статья И. И. Лапкина (в соавторстве с B. C. Шкляевым и Т. И. Шкляевой), посвящённая исследованию магнийорганических соединений, в частности стерическим эффектам в реакциях с участием реактива Гриньяра. Эта статья положила начало новому научному направлению, исследования в котором продолжаются на кафедре органической химии ПГНИУ и по сей день.
И. И. Лапкин и его ученики провели фундаментальные исследования реакций органических соединений магния, цинка, бора, кремния, германия, олова, бериллия, серы и селена. Всего ими была получена не одна тысяча новых соединений, изучена возможность их применения для различных целей. С 1965 года Иван Иванович и его школа систематически разрабатывали синтезы с участием цинкорганических соединений.

## Административная деятельность
В 1932—1936 годах — один из создателей и первый декан воссозданного после разделения университета химического факультета.
C 1951 по 1991 год — заведующий кафедрой органической химии Пермского университета. На кафедре ему удалось создать очень дружный, сплоченный и творческий коллектив, который поддерживает прежние традиции и успешно развивает его научные идеи в настоящее время.
В 1948—1958 годах — вновь декан химического факультета.
Из книги «Пермский государственный университет им. Горького: Исторический очерк. 1916—1966»:

Руководство химическим факультетом в течение нескольких лет успешно осуществлял приглашённый из Грозненского НИИ доцент И. И. Лапкин.

С 28 августа 1958 по 27 августа 1967 года — проректор по научной работе Пермского университета. На этом посту особенно ярко раскрылись его научные, педагогические и организаторские способности не только на уровне университета, но и города Перми и России в целом.

## Интересные факты
И. И. Лапкин любил поэзию и очень тепло вспоминал о выступлениях В. В. Маяковского, на которых он присутствовал студентом в Казанском университете в 1927 году и в Ялте в 1929 году.

В двадцатые годы сторонников творчества Маяковского было мало. Непривычной была его поэзия. А в то же время было очень много прекрасных поэтов, таких как Константин Бальмонт, Валерий Брюсов, Александр Блок, Сергей Есенин. Их стихи были столь совершенны, столь музыкальны, что когда читаешь, то чувствуешь, что оторваться от чтения нет сил. Публика, естественно, любила их, да и не любить их нельзя.
Сторонников поэзии Маяковского в эти годы было очень мало. Я тоже был далеко не любителем творчества этого поэта. Несколько раз начинал читать его стихи, но быстро бросал. Я стал любить его стихи после того, как прослушал выступление его самого в Казанском университете. Читал он прекрасно. В его поэзии все было: и образ, и рифма, и мастерство чтеца. Его красивый и в то же время могучий голос, его большая фигура — все это привлекало к себе внимание… Слушали его зрители охотно и с большим вниманием. Маяковский имел прекрасный дар заставить себя слушать.